# Air Itam

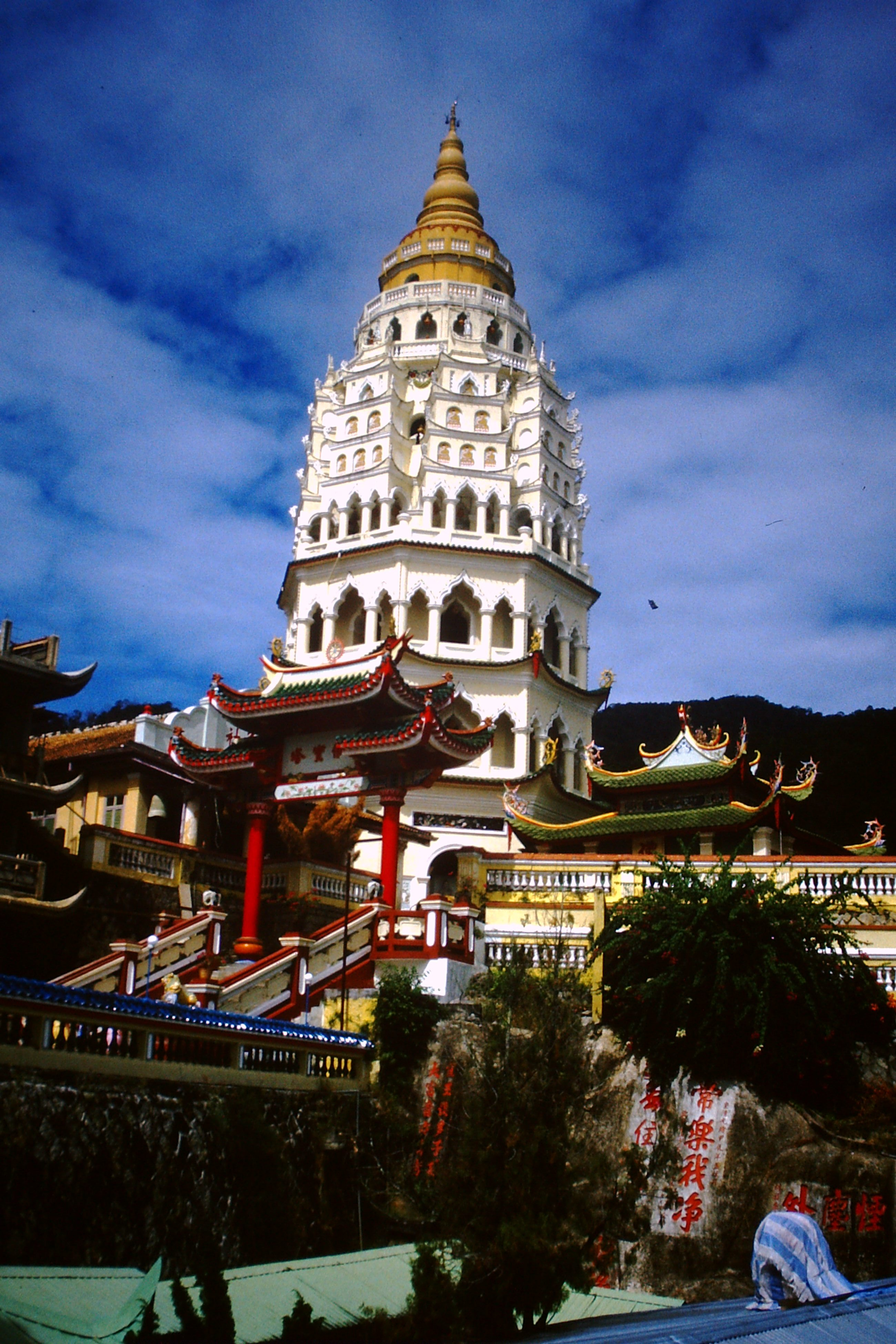
Kek Lok Si Tempel

Air Itam ist eine malaysische Stadt in der Nähe von Georgetown auf der Insel Penang.
Air Itam ist bekannt für den Kek-Lok-Tempel, der als größter buddhistischer Tempel in Malaysia gilt. Darüber hinaus ist Air Itam die Talstation für die im Jahr 1923 eingeweihte Penang-Bergbahn (die eine der ältesten Standseilbahnen in Asien ist) und neu seit Anfang 2011 in einer Etappe mit einer modernen Anlage zur Bergstation auf Penang Hill führt. 